# Porospora nephropis
Porospora nephropis is een soort in de taxonomische indeling van de Myzozoa, een stam van microscopische parasitaire dieren. Het organisme komt uit het geslacht Porospora en behoort tot de familie Porosporidae. Porospora nephropis werd in 1961 ontdekt door Tuzet & Ormieres.